# Hebe montana
Hebe montana é uma espécie de planta do gênero Hebe.